# مدار ۴۳ درجه شمالی
مدار ۴۳ درجه شمالی، دایره‌ای از عرض جغرافیایی است که در ۴۳ درجهٔ شمالی خط استوا  قرار دارد.

## گذر از مناطق
از نصف‌النهار مبدأ شروع می‌شود و به سمت مشرق ۴۳ درجه شمالی از موارد زیر گذر می‌کند:
| مختصات‌ها                                             | کشور، قلمرو یا دریا | توضیحات                                                                           |
| ---------------------------------------------------- | ------------------- | --------------------------------------------------------------------------------- |
| ۴۳°۰′ شمالی ۰°۰′ شرقی / ۴۳٫۰۰۰°شمالی ۰٫۰۰۰°شرقی      | فرانسه              |                                                                                   |
| ۴۳°۰′ شمالی ۳°۲′ شرقی / ۴۳٫۰۰۰°شمالی ۳٫۰۳۳°شرقی      | مدیترانه            | Gulf of Lion                                                                      |
| ۴۳°۰′ شمالی ۶°۱۰′ شرقی / ۴۳٫۰۰۰°شمالی ۶٫۱۶۷°شرقی     | فرانسه              | Îles d'Hyères                                                                     |
| ۴۳°۰′ شمالی ۶°۱۴′ شرقی / ۴۳٫۰۰۰°شمالی ۶٫۲۳۳°شرقی     | مدیترانه            |                                                                                   |
| ۴۳°۰′ شمالی ۹°۲۰′ شرقی / ۴۳٫۰۰۰°شمالی ۹٫۳۳۳°شرقی     | فرانسه              | جزیرهٔ جزیره کرس                                                                   |
| ۴۳°۰′ شمالی ۹°۲۷′ شرقی / ۴۳٫۰۰۰°شمالی ۹٫۴۵۰°شرقی     | مدیترانه            | گذرکردن از جنوب جزیرهٔ کاپرایا, ایتالیا                                            |
| ۴۳°۰′ شمالی ۱۰°۳۰′ شرقی / ۴۳٫۰۰۰°شمالی ۱۰٫۵۰۰°شرقی   | ایتالیا             |                                                                                   |
| ۴۳°۰′ شمالی ۱۳°۵۲′ شرقی / ۴۳٫۰۰۰°شمالی ۱۳٫۸۶۷°شرقی   | دریای آدریاتیک      | گذرکردن از جنوب جزیرهٔ Vis, کرواسی · گذرکردن از شمال جزیرهٔ کورچولا, کرواسی         |
| ۴۳°۰′ شمالی ۱۷°۲′ شرقی / ۴۳٫۰۰۰°شمالی ۱۷٫۰۳۳°شرقی    | کرواسی              |                                                                                   |
| ۴۳°۰′ شمالی ۱۷°۴۰′ شرقی / ۴۳٫۰۰۰°شمالی ۱۷٫۶۶۷°شرقی   | بوسنی و هرزگوین     |                                                                                   |
| ۴۳°۰′ شمالی ۱۸°۲۸′ شرقی / ۴۳٫۰۰۰°شمالی ۱۸٫۴۶۷°شرقی   | مونته‌نگرو           |                                                                                   |
| ۴۳°۰′ شمالی ۲۰°۶′ شرقی / ۴۳٫۰۰۰°شمالی ۲۰٫۱۰۰°شرقی    | صربستان             |                                                                                   |
| ۴۳°۰′ شمالی ۲۰°۳۴′ شرقی / ۴۳٫۰۰۰°شمالی ۲۰٫۵۶۷°شرقی   | کوزوو               | Partially recognised as an independent state - ادعا شده توسط صربستان              |
| ۴۳°۰′ شمالی ۲۱°۱۴′ شرقی / ۴۳٫۰۰۰°شمالی ۲۱٫۲۳۳°شرقی   | صربستان             |                                                                                   |
| ۴۳°۰′ شمالی ۲۲°۴۹′ شرقی / ۴۳٫۰۰۰°شمالی ۲۲٫۸۱۷°شرقی   | بلغارستان           |                                                                                   |
| ۴۳°۰′ شمالی ۲۷°۵۴′ شرقی / ۴۳٫۰۰۰°شمالی ۲۷٫۹۰۰°شرقی   | دریای سیاه          |                                                                                   |
| ۴۳°۰′ شمالی ۴۰°۵۶′ شرقی / ۴۳٫۰۰۰°شمالی ۴۰٫۹۳۳°شرقی   | آبخاز               | Partially recognised as an independent state - ادعا شده توسط گرجستان              |
| ۴۳°۰′ شمالی ۴۱°۵۴′ شرقی / ۴۳٫۰۰۰°شمالی ۴۱٫۹۰۰°شرقی   | گرجستان             |                                                                                   |
| ۴۳°۰′ شمالی ۴۳°۵′ شرقی / ۴۳٫۰۰۰°شمالی ۴۳٫۰۸۳°شرقی    | روسیه               |                                                                                   |
| ۴۳°۰′ شمالی ۴۷°۲۸′ شرقی / ۴۳٫۰۰۰°شمالی ۴۷٫۴۶۷°شرقی   | دریای خزر           |                                                                                   |
| ۴۳°۰′ شمالی ۵۱°۴۶′ شرقی / ۴۳٫۰۰۰°شمالی ۵۱٫۷۶۷°شرقی   | قزاقستان            |                                                                                   |
| ۴۳°۰′ شمالی ۵۶°۰′ شرقی / ۴۳٫۰۰۰°شمالی ۵۶٫۰۰۰°شرقی    | ازبکستان            |                                                                                   |
| ۴۳°۰′ شمالی ۶۵°۴۶′ شرقی / ۴۳٫۰۰۰°شمالی ۶۵٫۷۶۷°شرقی   | قزاقستان            |                                                                                   |
| ۴۳°۰′ شمالی ۷۳°۳۳′ شرقی / ۴۳٫۰۰۰°شمالی ۷۳٫۵۵۰°شرقی   | قرقیزستان           | گذرکردن از شمال بیشکک                                                             |
| ۴۳°۰′ شمالی ۷۴°۴۳′ شرقی / ۴۳٫۰۰۰°شمالی ۷۴٫۷۱۷°شرقی   | قزاقستان            |                                                                                   |
| ۴۳°۰′ شمالی ۸۰°۲۳′ شرقی / ۴۳٫۰۰۰°شمالی ۸۰٫۳۸۳°شرقی   | چین                 | سین‌کیانگ                                                                          |
| ۴۳°۰′ شمالی ۹۶°۱۰′ شرقی / ۴۳٫۰۰۰°شمالی ۹۶٫۱۶۷°شرقی   | مغولستان            |                                                                                   |
| ۴۳°۰′ شمالی ۱۱۰°۴۰′ شرقی / ۴۳٫۰۰۰°شمالی ۱۱۰٫۶۶۷°شرقی | چین                 | مغولستان داخلی لیائونینگ جی‌لین (حدود 26 km) Liaoning (حدود 14 km) Jilin           |
| ۴۳°۰′ شمالی ۱۲۹°۵۳′ شرقی / ۴۳٫۰۰۰°شمالی ۱۲۹٫۸۸۳°شرقی | کره شمالی           | حدود 5&nbsp;km                                                                    |
| ۴۳°۰′ شمالی ۱۲۹°۵۷′ شرقی / ۴۳٫۰۰۰°شمالی ۱۲۹٫۹۵۰°شرقی | چین                 | Jilin                                                                             |
| ۴۳°۰′ شمالی ۱۳۱°۶′ شرقی / ۴۳٫۰۰۰°شمالی ۱۳۱٫۱۰۰°شرقی  | روسیه               | سرزمین پریمورسکی — گذرکردن از جنوب ولادی‌وستوک                                     |
| ۴۳°۰′ شمالی ۱۳۱°۳۴′ شرقی / ۴۳٫۰۰۰°شمالی ۱۳۱٫۵۶۷°شرقی | دریای ژاپن          | Amur Bay                                                                          |
| ۴۳°۰′ شمالی ۱۳۱°۴۷′ شرقی / ۴۳٫۰۰۰°شمالی ۱۳۱٫۷۸۳°شرقی | روسیه               | Russky Island                                                                     |
| ۴۳°۰′ شمالی ۱۳۱°۵۶′ شرقی / ۴۳٫۰۰۰°شمالی ۱۳۱٫۹۳۳°شرقی | دریای ژاپن          | Ussuri Bay                                                                        |
| ۴۳°۰′ شمالی ۱۳۲°۱۹′ شرقی / ۴۳٫۰۰۰°شمالی ۱۳۲٫۳۱۷°شرقی | روسیه               |                                                                                   |
| ۴۳°۰′ شمالی ۱۳۴°۷′ شرقی / ۴۳٫۰۰۰°شمالی ۱۳۴٫۱۱۷°شرقی  | دریای ژاپن          |                                                                                   |
| ۴۳°۰′ شمالی ۱۴۰°۳۱′ شرقی / ۴۳٫۰۰۰°شمالی ۱۴۰٫۵۱۷°شرقی | ژاپن                | جزیرهٔ هوکایدو                                                                     |
| ۴۳°۰′ شمالی ۱۴۵°۱′ شرقی / ۴۳٫۰۰۰°شمالی ۱۴۵٫۰۱۷°شرقی  | اقیانوس آرام        |                                                                                   |
| ۴۳°۰′ شمالی ۱۲۴°۲۸′ غربی / ۴۳٫۰۰۰°شمالی ۱۲۴٫۴۶۷°غربی | ایالات متحده آمریکا | اورگن آیداهو وایومینگ داکوتای جنوبی / نبراسکا border South Dakota آیووا ویسکانسین |
| ۴۳°۰′ شمالی ۸۷°۵۳′ غربی / ۴۳٫۰۰۰°شمالی ۸۷٫۸۸۳°غربی   | دریاچه میشیگان      |                                                                                   |
| ۴۳°۰′ شمالی ۸۶°۱۳′ غربی / ۴۳٫۰۰۰°شمالی ۸۶٫۲۱۷°غربی   | ایالات متحده آمریکا | میشیگان                                                                           |
| ۴۳°۰′ شمالی ۸۲°۲۵′ غربی / ۴۳٫۰۰۰°شمالی ۸۲٫۴۱۷°غربی   | کانادا              | انتاریو                                                                           |
| ۴۳°۰′ شمالی ۷۹°۱′ غربی / ۴۳٫۰۰۰°شمالی ۷۹٫۰۱۷°غربی    | ایالات متحده آمریکا | نیویورک ورمانت نیوهمپشایر                                                         |
| ۴۳°۰′ شمالی ۷۰°۴۵′ غربی / ۴۳٫۰۰۰°شمالی ۷۰٫۷۵۰°غربی   | اقیانوس اطلس        |                                                                                   |
| ۴۳°۰′ شمالی ۹°۱۵′ غربی / ۴۳٫۰۰۰°شمالی ۹٫۲۵۰°غربی     | اسپانیا             |                                                                                   |
| ۴۳°۰′ شمالی ۱°۴′ غربی / ۴۳٫۰۰۰°شمالی ۱٫۰۶۷°غربی      | فرانسه              |                                                                                   |